# Minh Sơn, Thanh Hóa
Minh Sơn là một xã thuộc huyện Ngọc Lặc, tỉnh Thanh Hóa, Việt Nam.
Xã có diện tích 31,01 km², dân số năm 1999 là 8886 người, mật độ dân số đạt 287 người/km².